# Графський дуб-красень
Графський дуб-красень — ботанічна пам'ятка природи місцевого значення в Україні. Розташована у м. Сміла Черкаського району Черкаської області.

## Опис
Площа 0,01 га, розташовано на вул. Родини Бобринських, 123. Створено рішенням Черкаської обласної ради від 21.09.2018 року № 24-51/VIІ. Перебуває у віданні Смілянської міської громади.
Під охороною дерево дуба звичайного (Quercus robur L.). Орієнтовний вік 310 років, обхват стовбура 5,30 м, висота 17,5 м. Становить природоохоронну, історико-культурну цінність, має туристичне значення.